# زمین‌لرزه ۱۹۰۵ هند
زمین‌لرزه هند  در تاریخ ۴ آوریل ۱۹۰۵ میلادی، برابر با ‎۱۵ فروردین ۱۲۸۴، ساعت ۰:۵۰:۰۰ به زمان یوتی‌سی در هندوستان رخ داد. بزرگی آن ۷٫۸ در مقیاس Mw اعلام شده‌است. زمین‌لرزه به وقت محلی در روز سه‌شنبه، ساعت ۵٫۵ روی داده و منطقه زمانی آن یوتی‌سی +۵٫۵ بوده‌است .
سازمان زمین‌شناسی آمریکا نیز جای این زمین‌لرزه را در مختصات ۳۳°شمالی ۷۶°شرقی / ۳۳°شمالی ۷۶°شرقی و بزرگی آنرا برابر با ۸٫۶ در مقیاس ریشتر اعلام کرده‌است. ژرفای گزارش شده از سوی این سازمان ۶۰ کیلومتر می‌باشد.
شمار کشتگان زلزله حدود ۲۰۰۰۰ نفر بوده‌است.